# Aqua (Edgar Froese)
| Recensione     | Giudizio    |
| -------------- | ----------- |
| AllMusic       | [ 1 ]       |
| Sputnikmusic   | 3.3 (Great) |
| Piero Scaruffi | [ 3 ]       |
| Debaser        | [ 4 ]       |

Aqua è l'album di debutto da solista di Edgar Froese, fondatore dei Tangerine Dream, pubblicato nel giugno del 1974 dalla Virgin.

## Il disco
Diversamente da quanto accadde per molti altri membri del gruppo, che pubblicarono lavori solisti solo dopo aver abbandonato la band, Froese compose l'album da membro attivo del gruppo, iniziando così una carriera solista parallela a quella con la band. Composto e pubblicato pochi mesi dopo l'uscita del best seller Phaedra, con lo scopo di guadagnare ulteriori fondi da poter utilizzare per l'acquisto di strumentazione per la band, l'album è caratterizzato da sonorità sperimentali, benché mantenesse il sound intrapreso dalla band.
Nella title track, il suono dell'acqua udibile venne registrato e campionato, proveniente da un tubo dell'acqua situato nel suo appartamento. Froese utilizzò inoltre un sistema denominato "Artificial Head System" per ricreare il rumore di aeroplani in atterraggio all'aeroporto di Berlino.
In Francia l'album uscì in un'edizione speciale, denominata Aqua II, che conteneva, oltre all'album regolare con le stesse tracce dell'originale, un booklet di 8 pagine contenente informazioni ed illustrazioni riguardanti il sistema multiterminale CMC 440: quest'edizione stessa uscì per promuovere il prodotto.

## Tracce
LP edito dalla Brain Records (Brain 1053), pubblicato in Germania
Musiche di Edgar Froese
Lato A
1. NGC 891 – 13:50
2. Upland – 6:10

Lato B
1. Aqua – 17:00
2. Panorphelia – 9:25

LP edito dalla Virgin Records (V 2016), pubblicato nel Regno Unito
Musiche di Edgar Froese
Lato A
1. Aqua – 16:58
2. Panorphelia – 9:38

Lato B
1. NGC 891 – 14:50
2. Upland – 6:31

Edizione CD del 2005, pubblicato dalla Eastgate Records (005 CD)
Musiche di Edgar Froese
1. Aqua – 16:55
2. Panorphelia – 7:57
3. NGC 891 – 9:13
4. Upland – 6:35
5. Upland Dawn – 4:15 – Bonus Track

## Musicisti
- Edgar Froese - tutti gli strumenti (tastiere, sintetizzatori, effetti sonori).
- Chris Franke - ospite - sintetizzatore Moog in Ngc 891.
- Günther Brunschen - artificial head system

Note aggiuntive
- Edgar Froese - produttore
- Registrato dal novembre 1973 al marzo 1974 a Berlino (Germania)
- Monique Froese - design copertina album, fotografie[6]